# Marga, Mehedinți
Marga este un sat în comuna Godeanu din județul Mehedinți, Oltenia, România. Este la 35 de kilometri de Drobeta Turnu-Severin și la 1 kilometru de Peștera Topolnița.